# Cilindro (motor)
Bloco motor com a cabeça retirada mostrando os quatro cilindros.
O cilindro de um motor é o local por onde se desloca um pistão. O seu nome provém da forma que possui, aproximadamente cilíndrica.

## Constituição e funcionamento
Nos motores de combustão interna é no cilindro que se desenvolve a deflagração do combustível, que é a origem da força mecânica que possibilita o deslocamento do veículo.
Devido a ter que suportar ao longo da sua vida útil as deflagrações constantes de combustível e as altas temperaturas a que estas se desencadeiam, o cilindro é fabricado de um metal específico para suportar condições extremas de funcionamento.
O número de cilindros pode ir desde um único, como em algumas motorizadas e motosserras até doze ou mesmo dezesseis cilindros em automóveis, caminhões ou aviões.
Os motores com mais do que um cilindro possuem o chamado bloco do motor em que os cilindros estão fundidos num único bloco em alumínio ou ferro fundido.
A potência de um motor depende da quantidade de mistura que explode no interior do cilindro, sendo que cilindros de maior dimensão permitem que os motores atinjam maiores potências. Salvaguardada a existência de um turbocompressor ou supercompressor, que podem proporcionar uma quantidade maior de mistura no cilindro, há uma relação direta entre a potência de um motor e a sua cilindrada (medida pela dimensão e quantidade de cilindros).

## Refrigeração

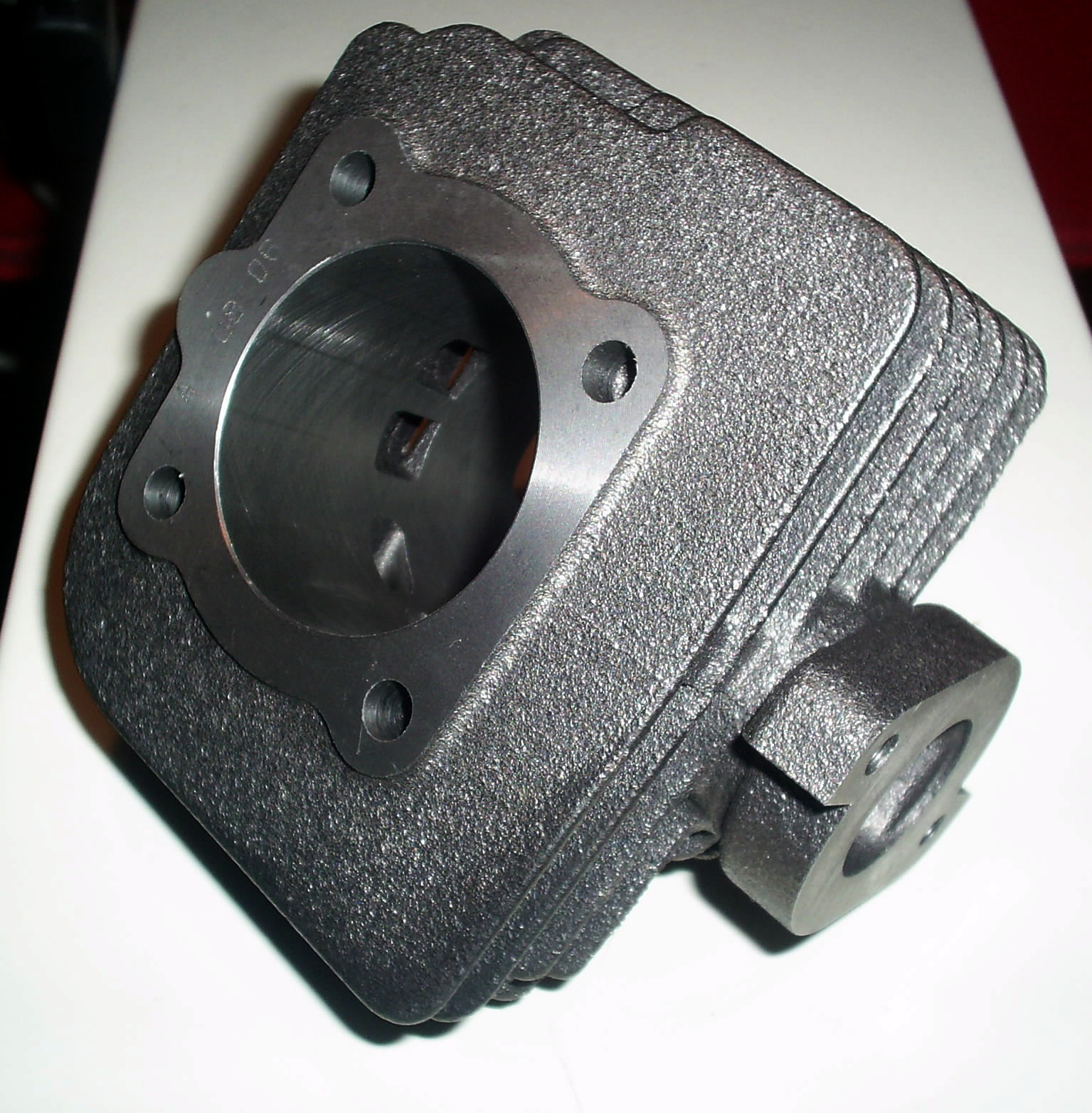
Cilindro de uma motocicleta refrigerado a ar.

Os cilindros atingem temperaturas na ordem dos 300°C pelo que se torna indispensável um adequado sistema de arrefecimento. Em motores arrefecidos a ar cada cilindro encontra-se normalmente separado dos restantes e possui umas alhetas de refrigeração, enquanto nos cilindros existentes num bloco motor, o líquido de arrefecimento é o refrigerante mais utilizado circulando em passagens à volta destes de forma a absorver parte do calor produzido.

## Desgaste
Com o uso, os cilindros são sujeitos a desgaste derivado da fricção exercida pelos segmentos sobre a sua superfície. Apesar de este efeito ser minimizado pela película de óleo que cobre os cilindros durante o seu funcionamento, o uso continuado provoca a sua ovalização, necessitando então de ser sujeitos a uma operação chamada "rectificação" em que é aberto no bloco motor um cilindro de diâmetro superior (tendo que ser também colocados pistões novos de maior diâmetro).

## "Camisa" do cilindro

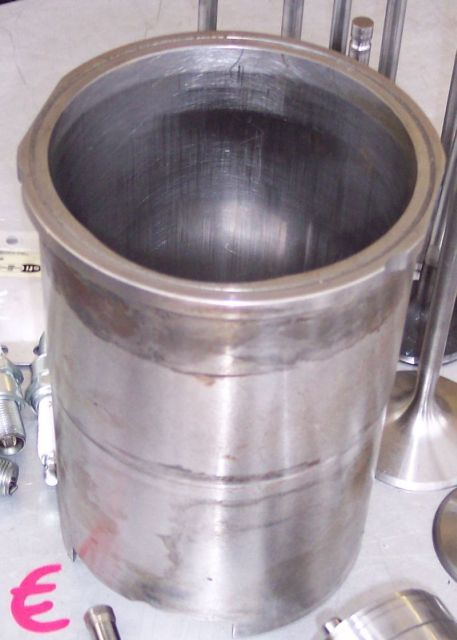
"Camisa" de um motor.

Em alguns motores o cilindro é constituído por uma "camisa" que nada mais é que um tubo cilíndrico colocado no bloco do motor, o que facilita a sua reposição.
Existem dois tipos de camisa: a camisa seca e a camisa úmida. Esta última leva esse nome porque a refrigeração é feita através da circulação de água à sua volta. Sua substituição, geralmente, é mais fácil em caso de desgaste.